# Áldásy Pál
Áldásy Pál (Szombathely, 1928. január 12. – Miskolc, 1988. augusztus 3.) magyar állatorvos, az állatorvos-tudományok kandidátusa (1956).

## Életpályája
1951-ben szerezte az oklevelét a Magyar Agrártudományi Egyetem Állatorvostudományi Karán. 1951–1952-ben az Országos Állategészségügyi Intézetben állatorvos, 1952 és 1955 között ösztöndíjas volt Manninger Rezső vezetésével az Állatorvostudományi Főiskola Járványtani Intézetében. 1955-től a Miskolci Állategészségügyi Intézet igazgatója volt 1987-ig, amikor nyugdíjba vonult. 

## Kutatási területe
Intézete főként a borjú- és juhbetegségek, a vírusos betegségek diagnosztikájának és a mycotoxicosisok kórtanának tanulmányozásában ért el eredményeket. A nyulak myxomatosisa elleni vakcinát dolgozott ki.

## Díjai, elismerései
- Eötvös Loránd-díj (1977)
- Hutyra Ferenc-emlékérem